# وکیل‌آباد (میرجاوه)
وکیل‌آباد روستایی در دهستان انده بخش مرکزی شهرستان میرجاوه استان سیستان و بلوچستان ایران است.

## جمعیت
بر پایه سرشماری عمومی نفوس و مسکن در سال ۱۳۹۵ جمعیت این روستا ۲۰۲ نفر (۴۴خانوار) بوده‌است.